# 仲氏薹草
仲氏薹草（学名：Carex chungii）为莎草科薹草属下的一个种，为中国的特有植物。分布于中国大陆的河南、四川、安徽、江苏、陕西、浙江、湖南等地，多生于山坡林下以及路旁。

## 变种
坚硬薹草（学名：Carex chungii var. rigida）为莎草科薹草属仲氏薹草的变种。分布于中国大陆的湖南、福建等地，多生长在沙土及沼泽。

## 扩展阅读
- 維基物種上的相關：仲氏薹草